# Anacamptoneurum robustum
Anacamptoneurum robustum är en tvåvingeart som beskrevs av Becker 1934. Anacamptoneurum robustum ingår i släktet Anacamptoneurum och familjen fritflugor. Inga underarter finns listade i Catalogue of Life.